# Hamelirijum
Hamelirijum (lat. Chamaelirium), rod trajnica raširenih po Kini (Guandong) i Sjevernoj Americi. Pripada porodici Melanthiaceae, i ponekad je uključivan u tribus Chionographideae, a u njega uključuju i vrste roda Chionographis

## Vrste
1. Chamaelirium luteum (L.) A.Gray
2. Chamaelirium shimentaiense Y.H.Tong, C.M.He & Y.Q.Li

## Sinonimi
- Abalon Adans.
- Chionographis Maxim.
- Dasurus Salisb.
- Diclinotrys Raf.
- Ophiostachys Redouté
- Siraitos Raf.